# Románské malířství

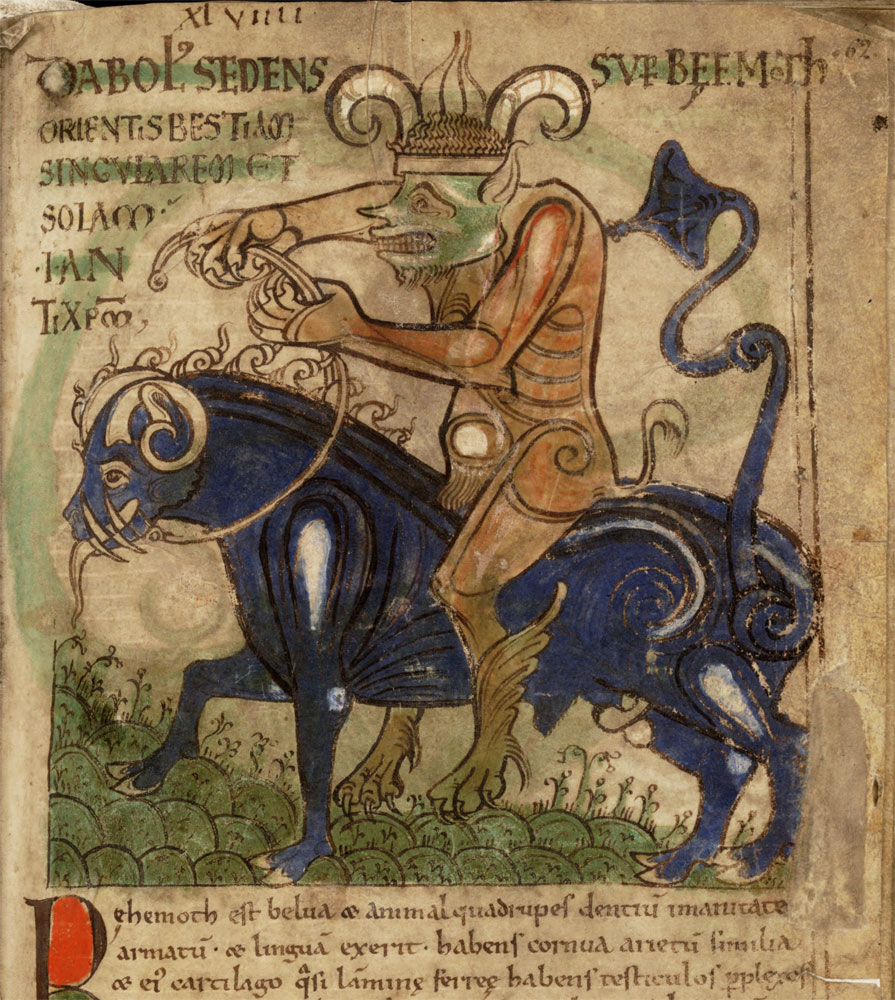
Ďábel na iluminaci v Liber floridus. Knihovna univerzity v Gentu.

Románské malířství vzniká v několika oddělených centrech bývalého římského impéria a rozvíjí se jako součást románského umění. Inspiruje se v antice. V malířství se uplatňují nástěnné malby. Zde je typický motiv Krista v mandorle. V Itálii se rozvíjí také malba desková (Giunta Pisano). V knižní malbě se používá hodně kvašových barev a zlata – materiálem knih je převážně pergamen z oslí kůže.

## Iluminace
Knižní malba (iluminace) byla určena lidem, kteří uměli číst a byli dostatečně bohatí, aby si knihu mohli dovolit, tj. především kněžím a vysokým feudálům. Většina knih byla liturgická (evangeliáře, evangelistáře, epištoláře, bible), daleko méně bylo knih světských - např. rytířských románů. Psalo se a malovalo na pergamen, někdy kvašovými barvami, hojně se používalo zlacení. Iniciály byly bohatě zdobeny miniaturními malbami ornamentálními i figurálními, iluminace však často byly i celostránkové. Knihy se vytvářely především v klášterech, v tzv. skriptoriích.

## Fresky

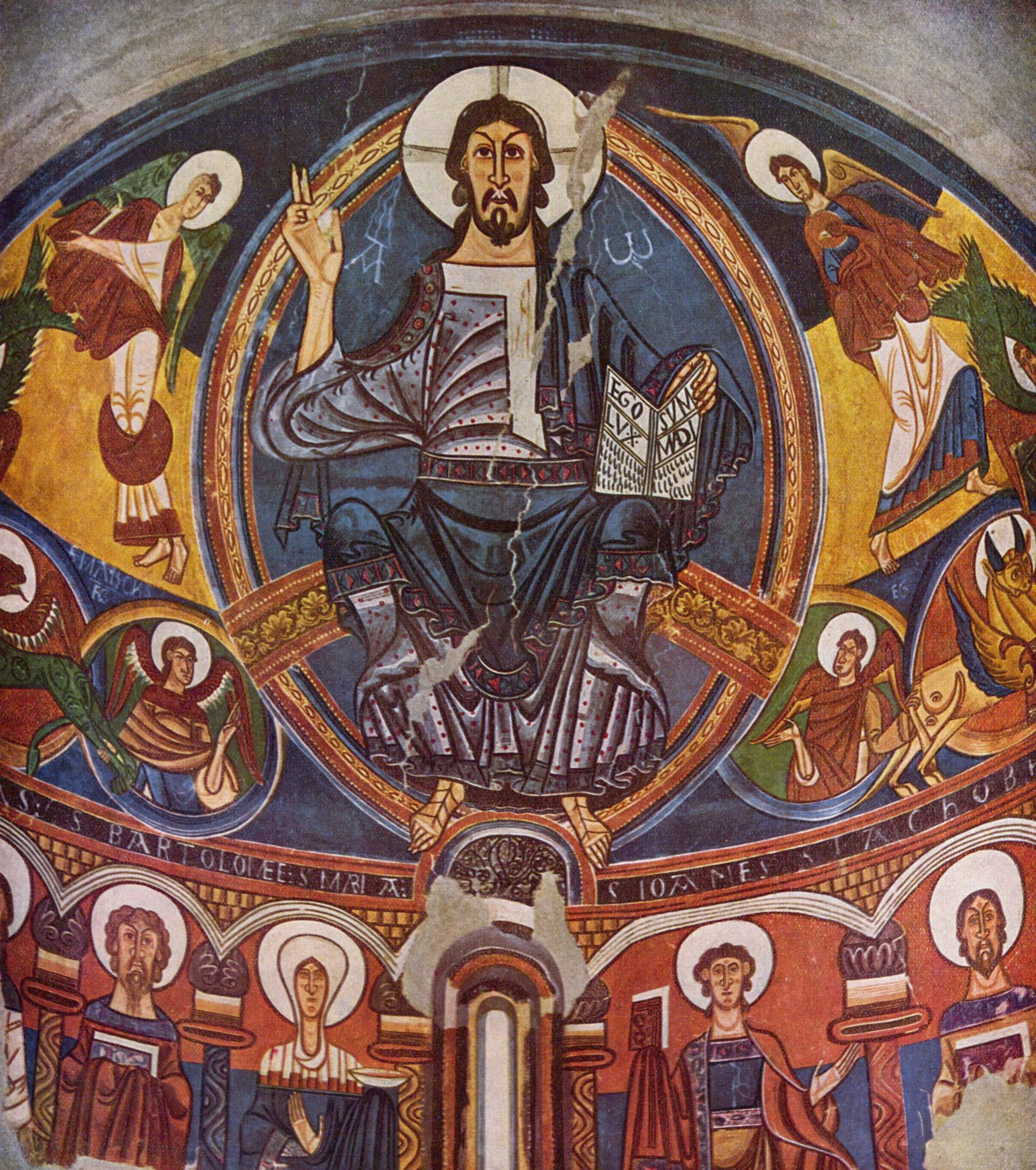
Kristus v Mandorle z kostela ve Vall de Boí, Španělsko

Fresky, z nichž se mnohé nezachovaly, byly v románských kostelech zcela běžné. Podobně jako plastiky také malby pokrývaly všechna volná místa. Respektovaly architekturu, aniž by se zabývaly perspektivou. Inspirovaly se miniaturami v rukopisných knihách. Ve čtyřech barvách (červenohnědá, bílá, šedozelená a modrá) líčily výjevy z Bible nebo ze života světců. Nástěnná malba měla sloužit především prostým lidem, kteří neuměli číst (tzv. bible chudých).
Kristus je znázorněn jako soudce nebo vládce, většinou při posledním soudu. Apsidu často ovládala postava Krista v mandorle (svatozáři kolem celého těla) obklopená evangelisty, nebo jejich symboly (lev - Marek, býk - Lukáš, orel - Jan, anděl - Matouš) a apoštoly.
Za nejzajímavější se považují biblické motivy nástěnných maleb v kostele St. Savin-sur-Gartempe.

## Desková malba
Desková malba se již rozvíjela v Itálii, kde se silně uplatňoval vliv byzantského umění, a to především v Toskánsku, kde v Pise a Lucce malovali Giunta Pisano a bratři Berlingierové velké obrazy Ukřižování a madon.

## V českých zemích

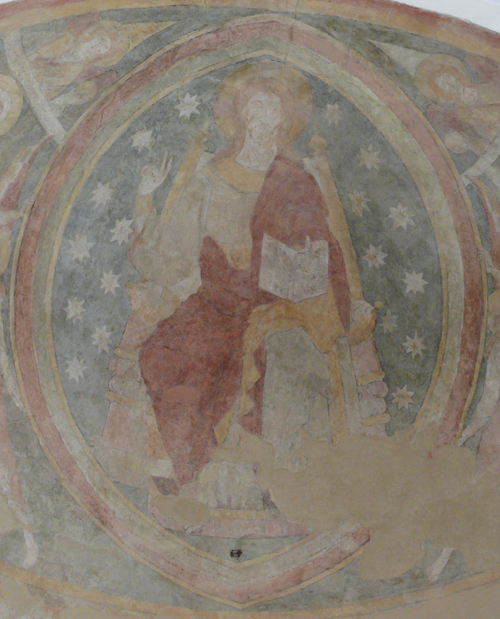
Kristus v mandorle (Dolní Chabry)

S dochovanými románskými malbami se můžeme setkat u nás pouze v kostelích. Stejně jako pro celý románský sloh jsou typické biblické motivy ze Starého i Nového zákona a Ježíš v mandorle, tak je tomu i v Českých zemích. Bohatá je i výzdoba knih. Např. v bohatě zdobeném Kodexu vyšehradském z roku 1085 můžeme obdivovat malby zachycující korunovaci Vratislava II. či výjevy ze Starého a Nového zákona. Z dalších knižních maleb vynikají ty v: opisu Gumpoldovy legendy o sv. Václavu, opisu Augustinova spisu De civitate Dei, Codexu Gigas či Sedlecký antifonář z poloviny 13. století.

### Příklady
- Malby v rotundě sv. Kateřiny ve Znojmě – pocházejí ze 30. let 12. století a zachycují tzv. „Přemyslovský cyklus“. Je zde význačný rukopis salcburské školy.
- Peklo a ráj na triumfálním oblouku v kostele sv. Petra a Pavla v Albrechticích nad Vltavou.
- Jezdec v kostele sv. Klementa ve Staré Boleslavi.